# كلارك كيلوج
كلارك كيلوج (بالإنجليزية: Clark Kellogg)‏ مواليد 2 يوليو 1961 في كليفلاند، هو لاعب كرة سلة أمريكي معتزل بدأ مسيرته الاحترافية في سنة 1982. تم اختياره من قبل فريق إنديانا بايسرز خلال الدرافت وحمل الرقم 33. يبلغ طوله 6 قدم 8 بوصة (2.0 م). اعتزل اللعب في 1986.

## روابط خارجية
- كلارك كيلوج على موقع إن بي أي (الإنجليزية)
- كلارك كيلوج على موقع سبورتس رفرنس (الإنجليزية)
- كلارك كيلوج على موقع كلية كرة السلة في سبورتس رفرنس.كوم (الإنجليزية)
- كلارك كيلوج على موقع ريلجم (الإنجليزية)
- كلارك كيلوج على موقع بروبوليرز (الإنجليزية)